# Velké Březno (nový zámek)
Nový zámek ve Velkém Březně stojí na svahu Zámeckého vrchu na okraji Velkého Března, v okrese Ústí nad Labem. Od roku 1963 je chráněn jako kulturní památka. Je ve vlastnictví státu (správu zajišťuje Národní památkový ústav) a je přístupný veřejnosti.

## Historie
Nový zámek nechal v letech 1842–1845 v pozdně rakouském empírovém slohu postavit hrabě Karel Chotek z Chotkova a Vojnína, nejvyšší purkrabí Království českého. V polovině 19. století také vznikl zámecký park, ale jeho dochovaná podoba pochází ze začátku 20. století, kdy byl rozdělen na pětihektarový anglický park a malý francouzský park. V letech 1885–1910 zámek prošel novorenesanční přestavbou, při které byl rozšířen o podkroví a čtverhrannou věž. Na konci 19. století zde pobývala Žofie Chotková, která byla spolu se svým manželem Františkem Ferdinandem d'Este zastřelena v roce 1914 při sarajevském atentátu.
Chotkové z Chotkova zámek vlastnili až do roku 1945, kdy jim byl podle Benešových dekretů zabaven. Budova poté sloužila jako dětský domov, politická škola a sklad Československé lidové armády. Veřejnosti byl zámek zpřístupněn od osmdesátých let 20. století.
| Rok  | Počet návštěvníků |
| ---- | ----------------- |
| 2015 | 15 961            |
| 2016 | 18 861            |
| 2017 | 14 884            |

## Galerie

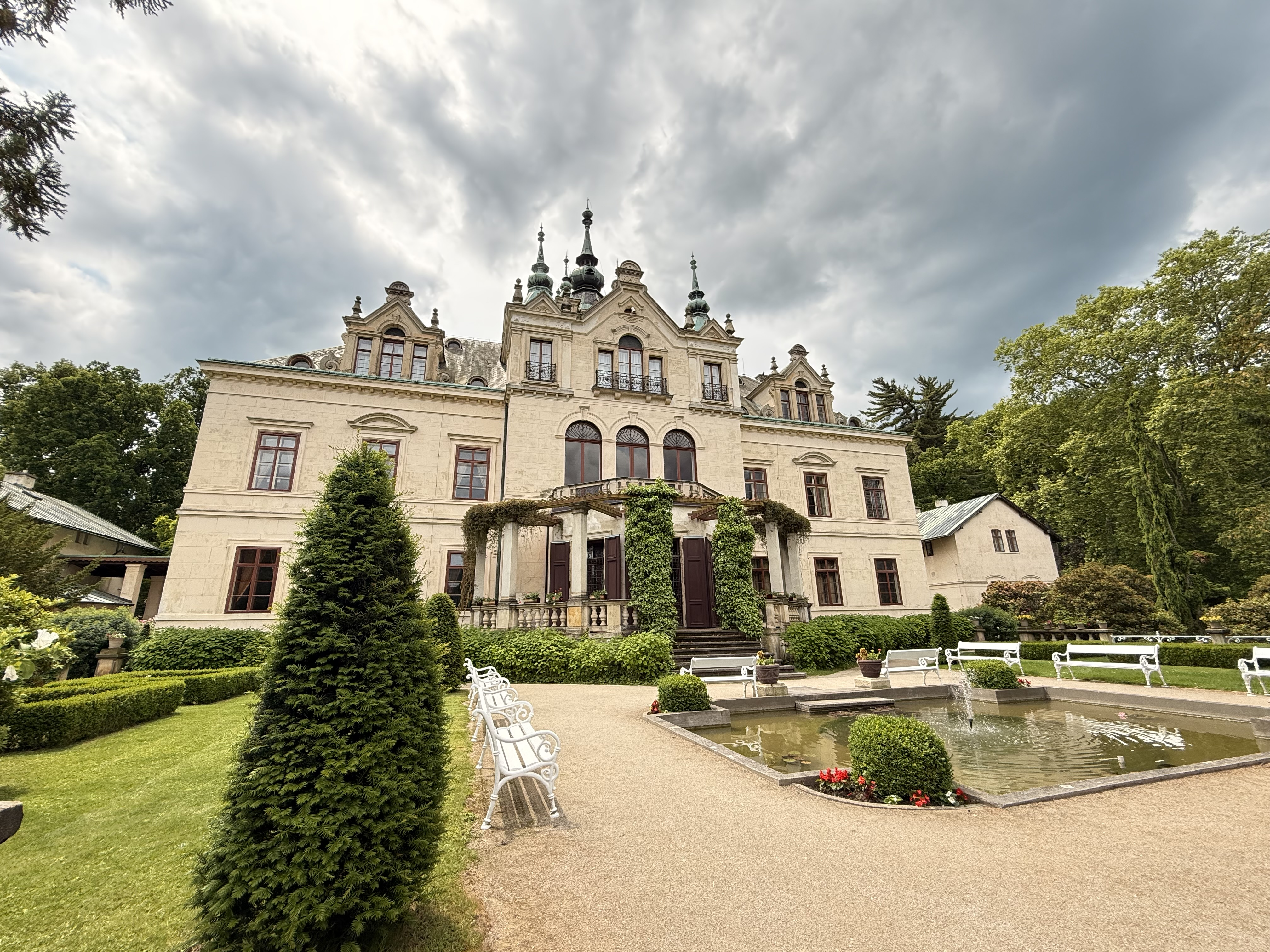
Zámek Velké Březno s kašnou
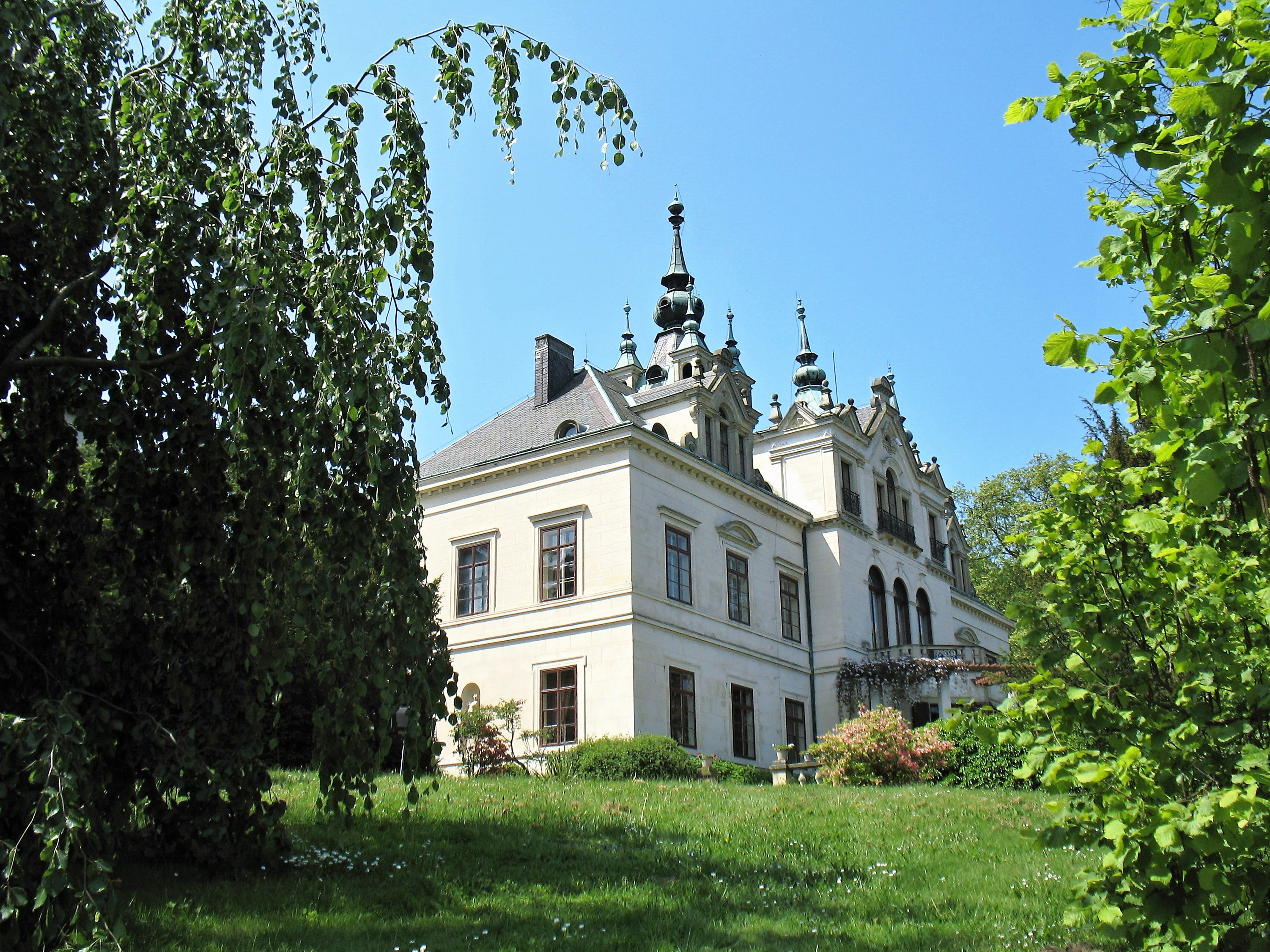
Zámek Velké Březno
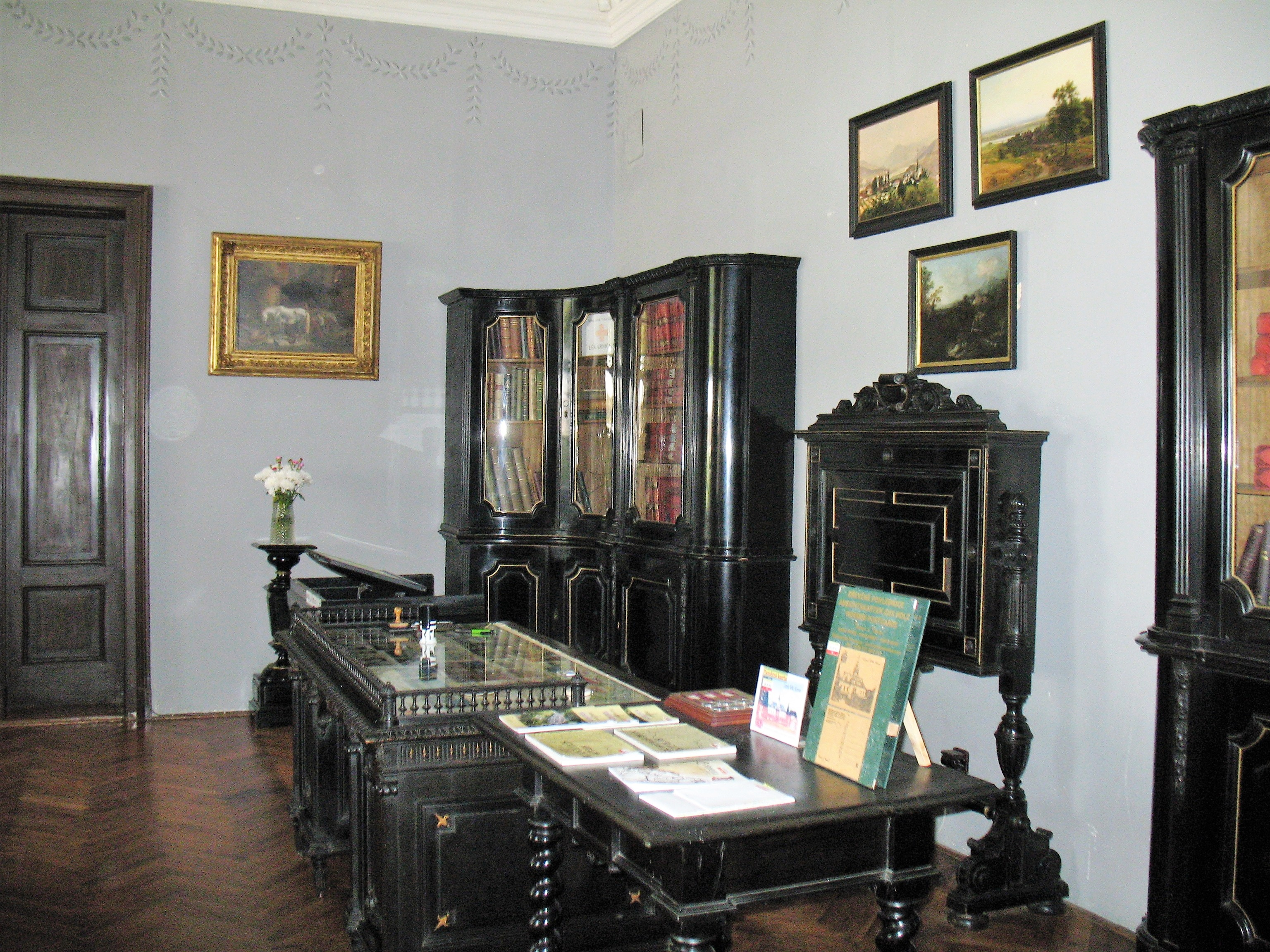
Interiér zámku
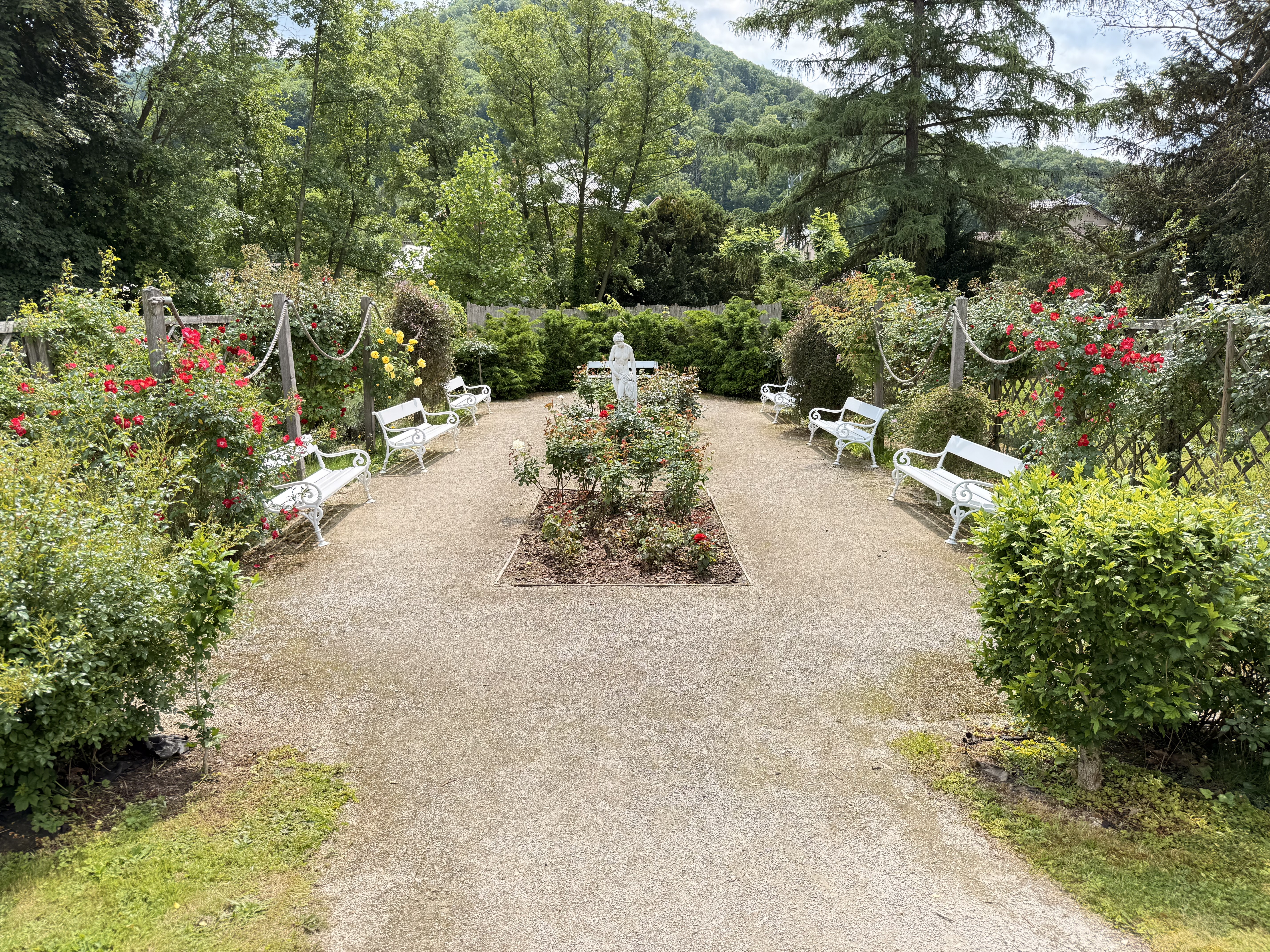
Rozárium v zahradě zámku